# آسا گریگس کندلر
آسا گریگس کندلر، (به انگلیسی: Asa Griggs Candler) (زاده ۳۰ دسامبر ۱۸۵۱ - درگذشته ۱۲ مارس ۱۹۲۹) کارآفرین،شیمیدان، بازرگان و داروساز آمریکایی بود، که در سال ۱۸۸۶ شرکت کوکاکولا را تأسیس نمود. او با استفاده از آزمایشات شیمی و تخمیرهای غیرالکلی همراه با بررسی ریزاندامگان یا همان میکروارگانیسم های نوشیدنی به فرمول نوشابه گازداری رسید که سباه رنگ بود و در عرض مدت کوتاهی بازار فروش مواد غذایی را متحول کرد! ارزش کل شرکت کوکاکولا در سال ۱۹۰۵ میلادی به بیش از ۵ میلیارد دلار رسید. 